# Françoise Schepmans
Françoise Schepmans (Sint-Agatha-Berchem, 18 juni 1960) is een Belgisch politica voor de liberale MR.

## Levensloop
Françoise Schepmans doorliep de Latijn-Griekse humaniora aan het Koninklijk Atheneum van Koekelberg en volgde daarna een uitwisselingsjaar in Connecticut in de Verenigde Staten van Amerika. In 1985 studeerde ze af als licentiate in de rechten aan de ULB. Nadien was ze van 1985 tot 1989 advocaat aan de balie van Brussel en bestuurssecretaris op het ministerie van Buitenlandse Zaken.
In haar studententijd was Schepmans van 1982 tot 1985 vicevoorzitter van de liberale studentenfederatie. In 1985 werd ze politiek actief voor de toenmalige PRL en werd ze verkozen tot provincieraadslid van Brabant, hetgeen ze bleef tot in 1991. Daarnaast was ze van 1989 tot 1995 fractiesecretaris voor de PRL in het Raad van de Franse Gemeenschap.
Schepmans werd in oktober 1988 voor het eerst verkozen tot gemeenteraadslid van Sint-Jans-Molenbeek. In mei 1989 trad ze toe tot het schepencollege als schepen van Openbare Werken, Cultuur en Jeugd, wat ze bleef tot in november 2001. Van 2006 tot 2012 was Schepmans eerste schepen van de stad, bevoegd voor Economie, Handel en Cultuur. Na de verkiezingen van 14 oktober 2012 kon ze burgemeester worden, met een alternatieve meerderheid waarbij de PS van Philippe Moureaux werd uitgesloten. Bij de gemeenteraadsverkiezingen van oktober 2018 werd de PS weer de grootste partij, die daarna een coalitie sloot met de liberalen. Vervolgens werd Schepmans eerste schepen onder burgemeester Catherine Moureaux, de dochter van Philippe Moureaux. Deze keer verkreeg ze de bevoegdheden Burgerlijke Stand, Cultuur, Internationale Betrekkingen en Toerisme. Ze bleef schepen tot in december 2024 en verliet daarna de lokale politiek van Molenbeek. Voor de lokale verkiezingen in 2024 was Schepmans lijstduwer voor de MR-VLD-lijst in Molenbeek. Ze behaalde 2030 voorkeurstemmen en werd nog opnieuw verkozen, maar besliste om niet meer te zetelen.
In mei 1995 werd ze bovendien verkozen in het Brussels Hoofdstedelijk Parlement, waar ze tot in mei 2014 bleef zetelen. In de legislatuur 1995-1999 zetelde ze er in de commissies Infrastructuur, Openbare Werken en Verkeerswezen en Leefmilieu, Water en Natuurbehoud. In de legislatuur 1999-2004 zetelde Schepmans in de commissie Huisvesting en Stadsvernieuwing en van 1999 tot 2000 was ze lid van de commissie Economische Zaken, Energie, Werkgelegenheidsbeleid en Wetenschappelijk Onderzoek, van 1999 tot 2001 secretaris van het Brussels Parlement en van 2000 tot 2001 voorzitter en van 2001 tot 2004 lid van de commissie Infrastructuur, Openbare Werken en Verkeerswezen. In oktober 2001 werd ze tevens afgevaardigd naar het Parlement van de Franse Gemeenschap, waar ze ook tot in 2014 bleef zetelen. Schepmans werd onmiddellijk voorzitter van dit parlement en bleef dit tot in juni 2004. Ook zetelde ze in 2003 tijdelijk als gemeenschapssenator in de Senaat.
Na de verkiezingen van 2004 werd Schepmans tot 2008 eerste ondervoorzitter van het Parlement van de Franse Gemeenschap. Ook werd ze er lid van de commissies Onderwijs (2004-2007), Hoger Onderwijs en Wetenschappelijk Onderzoek (2007-2009) en Cultuur, Media, Bioscopen, Gezondheid en Gelijke Kansen (2009-2014). In het Brussels Parlement was zij intussen van 2004 tot 2008 lid van de commissie Binnenlandse Zaken, van 2008 tot 2009 lid van de commissie Infrastructuur, Openbare Werken en Verkeerswezen en van 2008 tot 2014 lid van de commissie Economische Zaken, Werkgelegenheidsbeleid en Wetenschappelijk Onderzoek. Na het plotselinge overlijden van Jacques Simonet werd Schepmans in juni 2007 fractievoorzitter voor de MR in het Brussels Parlement. Deze functie bekleedde ze tot in 2009 en nadien was ze van 2009 tot 2014 ondervoorzitter van het Brussels Hoofdstedelijk Parlement. Op 25 mei 2014 werd ze voor de MR verkozen in de Kamer van volksvertegenwoordigers, voor de kieskring Brussel-Hoofdstad. Van 2014 tot 2019 was Schepmans ondervoorzitter van de Kamer en ze was er eveneens lid van de commissie Binnenlandse Zaken, Algemene Zaken en Openbaar Ambt. 
Bij de Brusselse gewestverkiezingen van mei 2019 voerde ze de MR-lijst voor het Brussels Hoofdstedelijk Parlement aan. Ze raakte opnieuw verkozen in het Brussels Parlement en zetelt sindsdien weer in deze assemblee, waar ze tot 2020 in de commissie Huisvesting zetelde. Sinds juni 2019 is ze eveneens opnieuw lid van het Parlement van de Franse Gemeenschap, waar ze van 2022 tot 2024 in de commissie Begroting, Openbaar Ambt, Gelijke Kansen en Schoolgebouwen zetelde. Bij de verkiezingen van 2024 werd ze herkozen als Brussels parlementslid en belandde ze opnieuw in het Parlement van de Franse Gemeenschap. In het eerste parlement werd Schepmans opnieuw lid van de commissie Huisvesting, in het laatste parlement werd ze lid van de commissie Kind, Jeugd, Jeugdhulp, Justitiehuizen, Gezondheid, Vrouwenrechten en Gelijke Kansen.
Van juni tot september 2019 was Schepmans opnieuw MR-fractieleider in het Brussels Hoofdstedelijk Parlement en van september 2019 tot januari 2022 was ze MR-fractieleider in het Parlement van de Franse Gemeenschap.
In 2016 werd ze door Le Soir verkozen tot "Brusselse politica van het jaar". In 2009 werd ze tevens benoemd tot officier in de Leopoldsorde.
Schepmans is getrouwd en heeft twee kinderen.